# Marianki (Góra Kalwaria)
Marianki (dawn. Marjanki) – część miasta Góry Kalwarii (SIMC 0920338), w województwie mazowieckim, w powiecie piaseczyńskim. Leży w południowo-zachodniej części miasta, przy granicy z Krzymowem.
Dawniej samodzielna miejscowość. Nazwa pochodzi od Zgromadzenia Księży Marianów Niepokalanego Poczęcia NMP (zwanych w skrócie marianami), które od 1677 opiekuje się tutejszym kościołem Wieczerzy Pańskiej, tzw. Wieczernikiem.
W latach 1867–1952 w gminie Kąty w powiecie grójeckim. 20 października 1933 utworzono gromadę Marjanki w granicach gminy Kąty, składającą się z wsi Marjanki i wsi Stefanów.
Podczas II wojny światowej w Generalnym Gubernatorstwie, w dystrykcie warszawskim. W 1943 gromada Marianki liczyła 383 mieszkańców.
29 listopada 1948 gromadę Marianki wyłączono z gminy Kąty i włączono do Góra Kalwarii.